# Walter Pilar
Walter Pilar (* 1. August 1948 in Ebensee am Traunsee; † 1. Jänner 2018 in Linz) war ein österreichischer Schriftsteller, Zeichner und bildender Künstler.

## Leben
Walter Pilar absolvierte eine Ausbildung zum Lehrer an Volks- und Hauptschulen. Seit 1968 trat er mit Performances, Aktionen, Ausstellungen und Publikationen auf. Er lebte in Linz. Im Jahr 1990 erhielt er den oberösterreichischen Landespreis für Literatur.
Charakteristische Stilmerkmale Pilars sind Collagetechnik und Wortschöpfungen, in denen hochsprachliche und dialektale Elemente in ein kontrastives Spannungsverhältnis gebracht werden.
Am Beginn der schriftstellerischen Laufbahn standen die Gedichtbände klupperln & duesenjaeger, Jederland, An sanften Samstagen und Eingelegte Kalkeier. Das erste größere und selbständig publizierte Prosawerk folgte 1996 unter dem Titel Lebenssee – eine skurreale Entwicklungsromanesque (ein „autoautopsisches Biografföweak“). Von dem auf mehrere Bände angelegten autobiographischen Projekt erschienen 2002 der zweite Band Lebenssee – gerade Regenbögen und 2015 der dritte Band unter dem Titel Lebenssee – Wandelalter.
Walter Pilar war gemeinsam mit Hans Kienesberger und Peter Putz von 1978 bis 1981 Mitherausgeber der Bild-Text Edition „Der Traunseher“. Er war Mitglied der Künstler- und Künstlerinnenvereinigung MAERZ in Linz.
In W. P. in Krumau & anderswo: Achsen des Augenblicks verarbeitet Pilar Reiseerlebnisse in Böhmen, Litauen und Slowenien sowie in mediterranen und heimatlichen Landschaften (Kreta und Salzkammergut).
Am 1. Jänner 2018 ist Pilar bei einem Treppensturz in seinem Haus in Linz tödlich verunglückt.

## Werke
- Einbilder & Aussätze zur geistigen Umtagung. Bild-Manufaktur Traunsee, Traunkirchen 1981.
- Klupperln & Duesenjaeger. herbstpresse, Wien 1982.
- Walter Pilar, Sigurd Paul Scheichl: Jederland. herbstpresse, Wien 1983, ISBN 978-3-900476-04-5
- An sanften Samstagen. Gedichte. herbstpresse, Wien 1986, ISBN 3-900476-08-X
- pOÖsie. Werkstatt-Druck U’berg, 1988.
- Der Mooswoche 7. & 8. Tag. Edition Mohs, Wien 1989.
- Augen auf Linz (mit Herbert Vorbach). Landesverlag, Linz 1990.
- Eingelegte Kalkeier. Kollektion Dieter Scherr, Wien 1993.
- Lebenssee – eine skurreale Entwicklungsromanesque. Ritter Verlag, Klagenfurt 1996, ISBN 3-85415-189-6
- Lebenssee – gerade Regenbögen. Ritter Verlag, Klagenfurt 2002, ISBN 3-85415-327-9
- W. P. in Krumau & anderswo : Achsen des Augenblicks. Ritter Verlag, Klagenfurt 2007, ISBN 978-3-85415-374-0
- Lebenssee – Wandelalter. Ritter Verlag, Klagenfurt, 2. korr. und erw. Ausg. 2015, ISBN 978-3-85415-526-3
- Lebenssee – Wandelaltar. Ritter Verlag, Klagenfurt 2018, ISBN 978-3-85415-565-2.

## Auszeichnungen
- 1990: Kulturpreis des Landes Oberösterreich für Literatur
- 2003: Adalbert-Stifter-Stipendium
- 2016: Kunstwürdigungspreis für Literatur der Stadt Linz